# Alessia Petraglia
Pour les articles homonymes, voir Petraglia.
Alessia Petraglia (née le 16 octobre 1967 à Eboli) est une personnalité politique italienne, membre de Gauche, écologie et liberté.

## Biographie
Née dans la province de Salerne, Alessia Petraglia s'installe à Florence après son diplôme, et après avoir été conseillère régionale en Toscane, elle est élue sénatrice lors des élections générales italiennes de 2013.